# Hudson Soft
Hudson Soft Company, Limited war ein japanischer Hersteller von Videospielen, gegründet am 18. Mai 1973. Im März 2012 wurde die Firma von Konami übernommen.

## Geschichte
Obwohl Hudson bereits 1975 mit der Herstellung und dem Vertrieb einiger Produkte für den PC begonnen hatte, erzielte das Unternehmen erst 1984 nennenswerte Erfolge, als man mit der Entwicklung von Videospielen für das Famicom (NES) begann. Von Hudsons erstem Famicom-Titel, Lode Runner, wurden 1,2 Millionen Einheiten verkauft. Hudson schloss ferner ein Joint-Venture mit der NEC, um die Familienkonsolen Turbografx-16 (Nordamerika) und PC Engine (Japan) zu produzieren. Nach einer langen Geschichte der Entwicklung von Spielen für Nintendos Konsolen schloss sich Hudson mit NCL zusammen und gründete das Joint-Venture Manegi Corporation im Mai 1998. Seit April 2005 gehören Konami 53,99 % der Aktien von Hudson Soft. Am 20. Januar 2011 wurde bekannt, dass Konami das Studio zum 1. April 2011 komplett übernehmen will. Zum 1. März 2012 wurde das Studio mit Konami Digital Entertainment zusammengelegt und damit formal aufgelöst.

## Spiele
Hudsons bekannteste Videospielreihe ist die Bomberman-Reihe, von der Spiele auf allen gängigen Plattformen erschienen sind. Auch die beliebte, von Nintendo vertriebene Mario-Party-Reihe wurde von Hudson Soft entwickelt.
Hudson Soft entwickelte ebenfalls eine PC-Version des Spiels Super Mario Bros. namens Super Mario Bros. Special.
Auch stammt Bloody Roar 1-4 + Bloody Roar Primal Fury und Bloody Roar Extreme aus dem Hause Hudson. Weitere Spiele des Entwicklers sind Nectaris und Sports Island.